# West Linton
West Linton (Liontan Ruairidh in lingua gaelica scozzese) è una località della Scozia, situata nell'area di consiglio di Scottish Borders.